# Bansatar Kheda
Bansatar Kheda là một thị trấn thống kê (census town) của quận Damoh thuộc bang Madhya Pradesh, Ấn Độ.

## Nhân khẩu
Theo điều tra dân số năm 2001 của Ấn Độ, Bansatar Kheda có dân số 5032 người. Phái nam chiếm 53% tổng số dân và phái nữ chiếm 47%. Bansatar Kheda có tỷ lệ 66% biết đọc biết viết, cao hơn tỷ lệ trung bình toàn quốc là 59,5%: tỷ lệ cho phái nam là 76%, và tỷ lệ cho phái nữ là 55%. Tại Bansatar Kheda, 16% dân số nhỏ hơn 6 tuổi.